# Hévíz
Hévíz est une ville en Hongrie dans le département (comitat) de Zala à 5 km du lac Balaton. Elle est surtout connue pour son lac naturel alimenté par des sources chaudes qui ont des effets curatifs.

## Géographie
Hévíz se trouve dans l'ouest de la Hongrie à 193 kilomètres de Budapest.
La ville est accessible par l'autoroute qui relie le lac Balaton avec la capitale. L'élargissement du réseau autoroutier permettra dans l'avenir la liaison avec la ville de Zagreb en Croatie.
La gare ferroviaire la plus proche se trouve à Keszthely, à cinq kilomètres de la ville.
Hévíz dispose d'une gare routière.
L'aéroport international Hévíz-Balaton appelé HévízBalaton est situé à Sármellék aux environs de Hévíz. Les aéroports de Budapest, Bratislava, Zagreb et de Vienne sont à deux heures de route.

## Histoire
La découverte de pièces romaines prouve que la ville était déjà une station thermale il y a 2 000 ans.
Les fouilles archéologiques ont mis en évidence que des bûcherons germaniques et slaves utilisaient l'eau curative au temps des grandes migrations. Le nom de Hévíz est mentionné pour la première fois dans un document qui date de 1328.
Les soins thermaux sont dispensés à Hévíz depuis 200 ans. En 1795 le comte Festetics fit agrandir la ville. Il installa une maison de santé et des cabines pour la baignade. Les pavillons actuels furent construits entre 1964 et 1968. Ils furent endommagés par un incendie en 1986. La dernière rénovation date de 2010. La commune acquit le statut de ville en 1992.

## Le lac
Le lac d'une superficie de 4,4 hectares est le plus grand lac naturel d´eau chaude et biologiquement actif du monde. L'eau jaillit d'une profondeur de 38 mètres avec un débit de 440 litres par seconde, ce qui permet le renouvellement complet de l'eau du lac toutes les 72 heures.
L'eau est composée de soufre, de dioxyde de carbone, de calcium, de magnésium et de l'hydrogénocarbonate. L'eau relaxe le corps et guérit le rhumatisme et le handicap moteur. La consommation de l'eau favorise l'assimilation. La boue qui est extraite du fond du lac est utilisée par la physiothérapie. Elle est riche en matières organiques et inorganiques.
Les températures de l'eau varient entre 33 et 36 °C en été et entre 23 et 25 °C en hiver, ce qui permet la baignade pendant toute l'année.

## Économie
La plupart des habitants de la ville vit du thermalisme. Hévíz compte à peu près 1 000 000 visiteurs par an. La viticulture est une longue tradition dans la région.

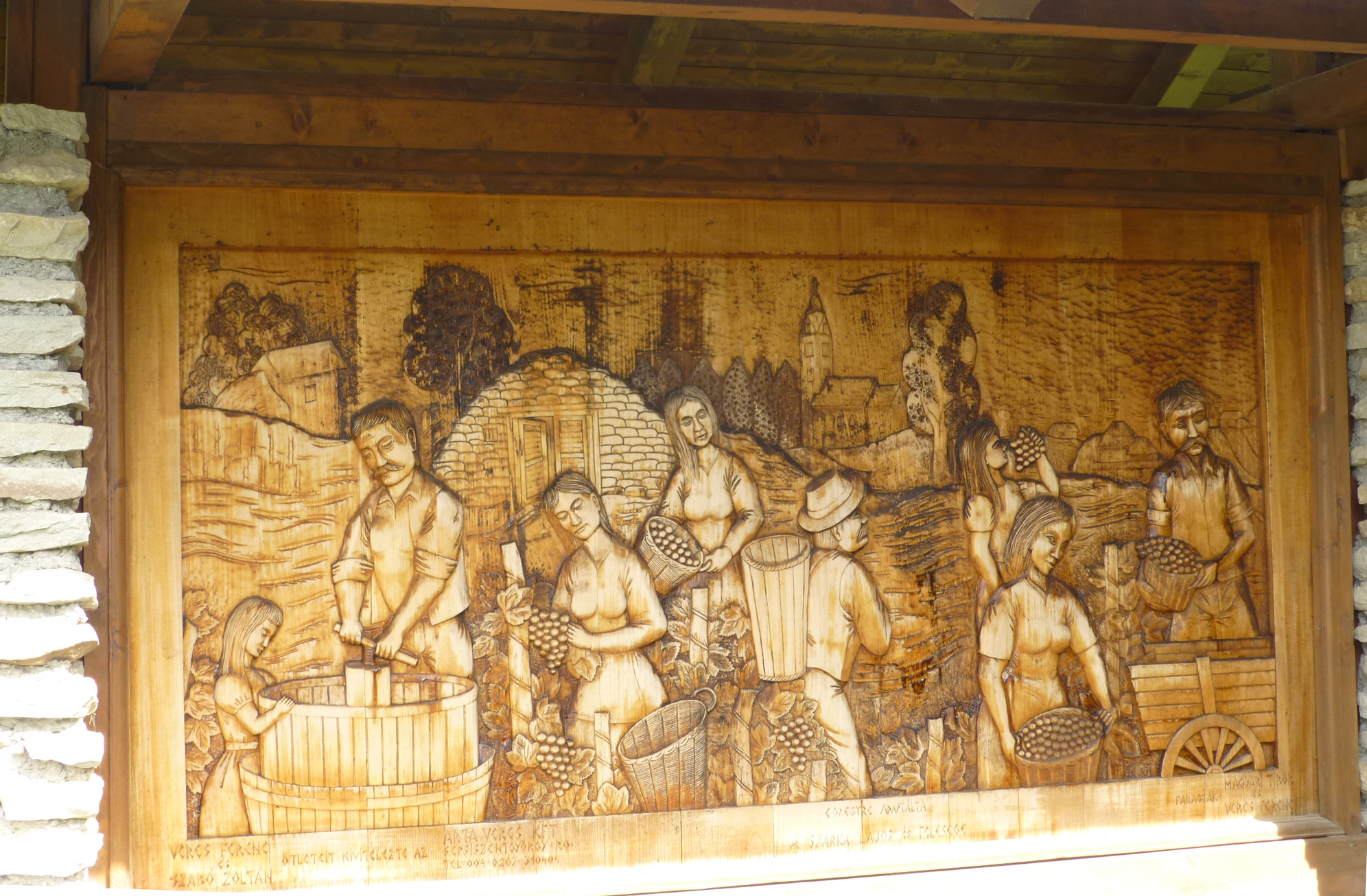
Relief dans la ruelle aux caves à vin

## Jumelages
La ville de Hévíz est jumelée avec celles de Herbstein (depuis 1995) et Pfungstadt (2005) en Allemagne.
Pyatigorsk, Guilin, Čazma, Charm el-Cheikh, Fethiye.

## Galerie de photos du lac

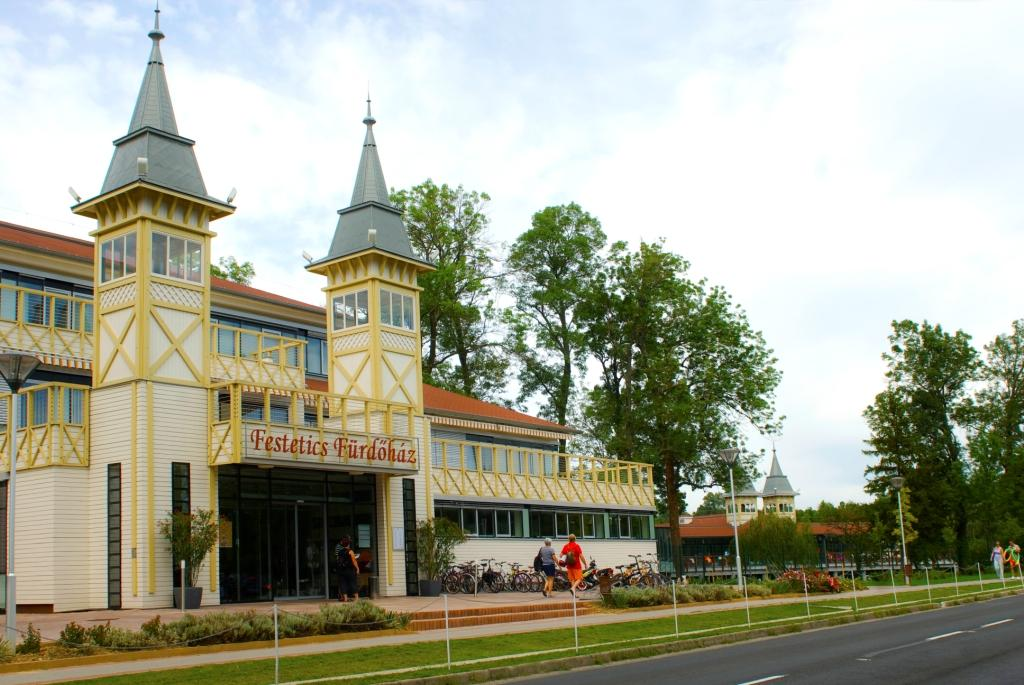
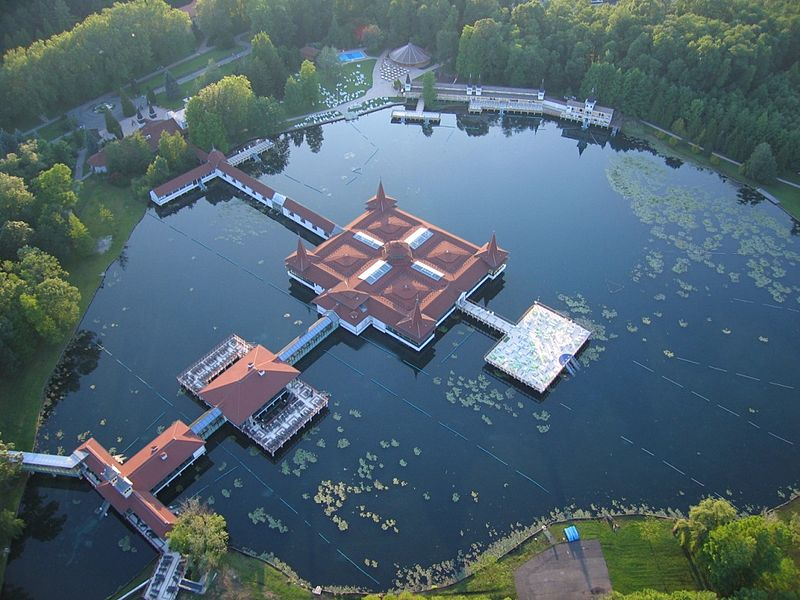
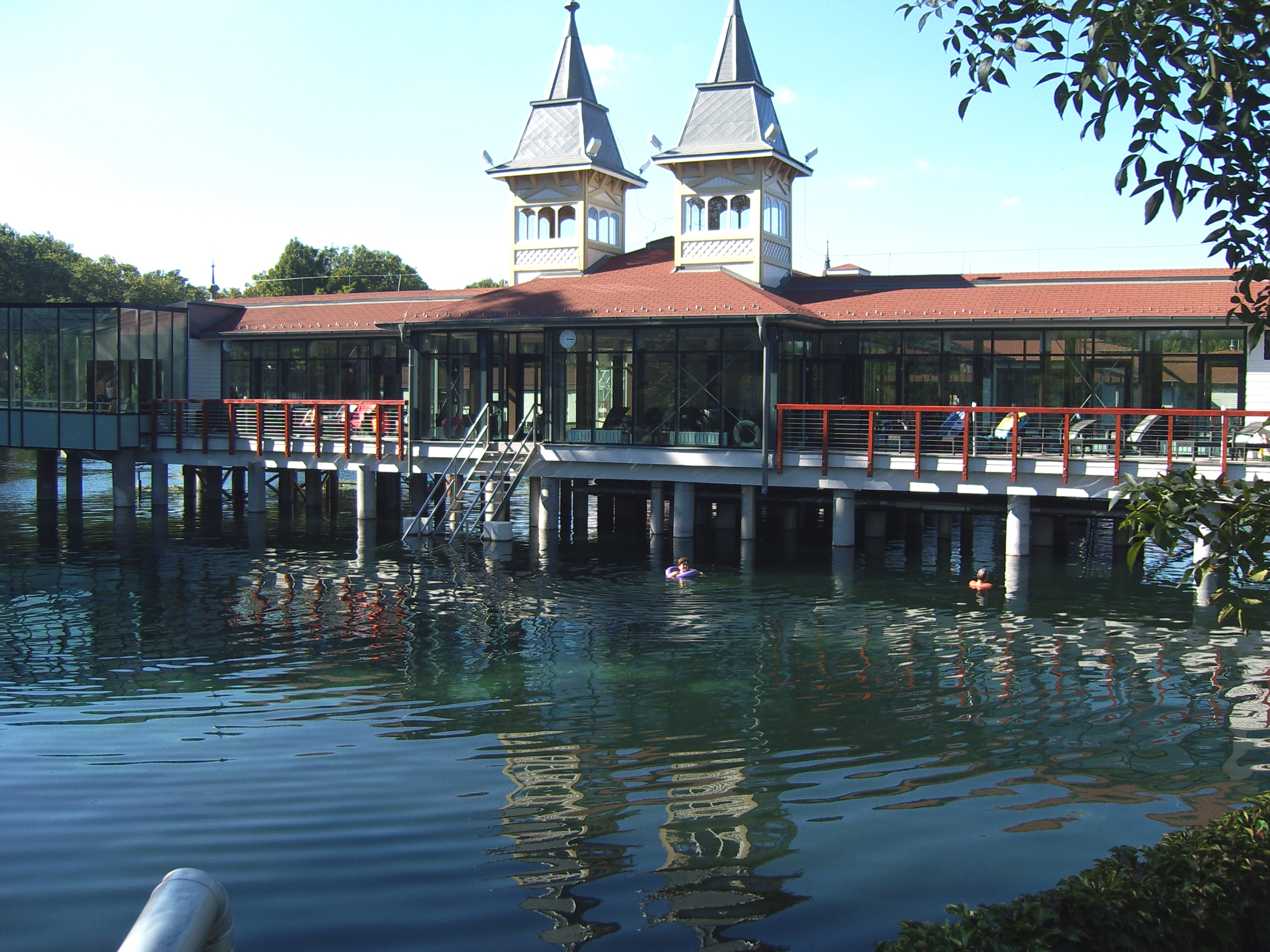
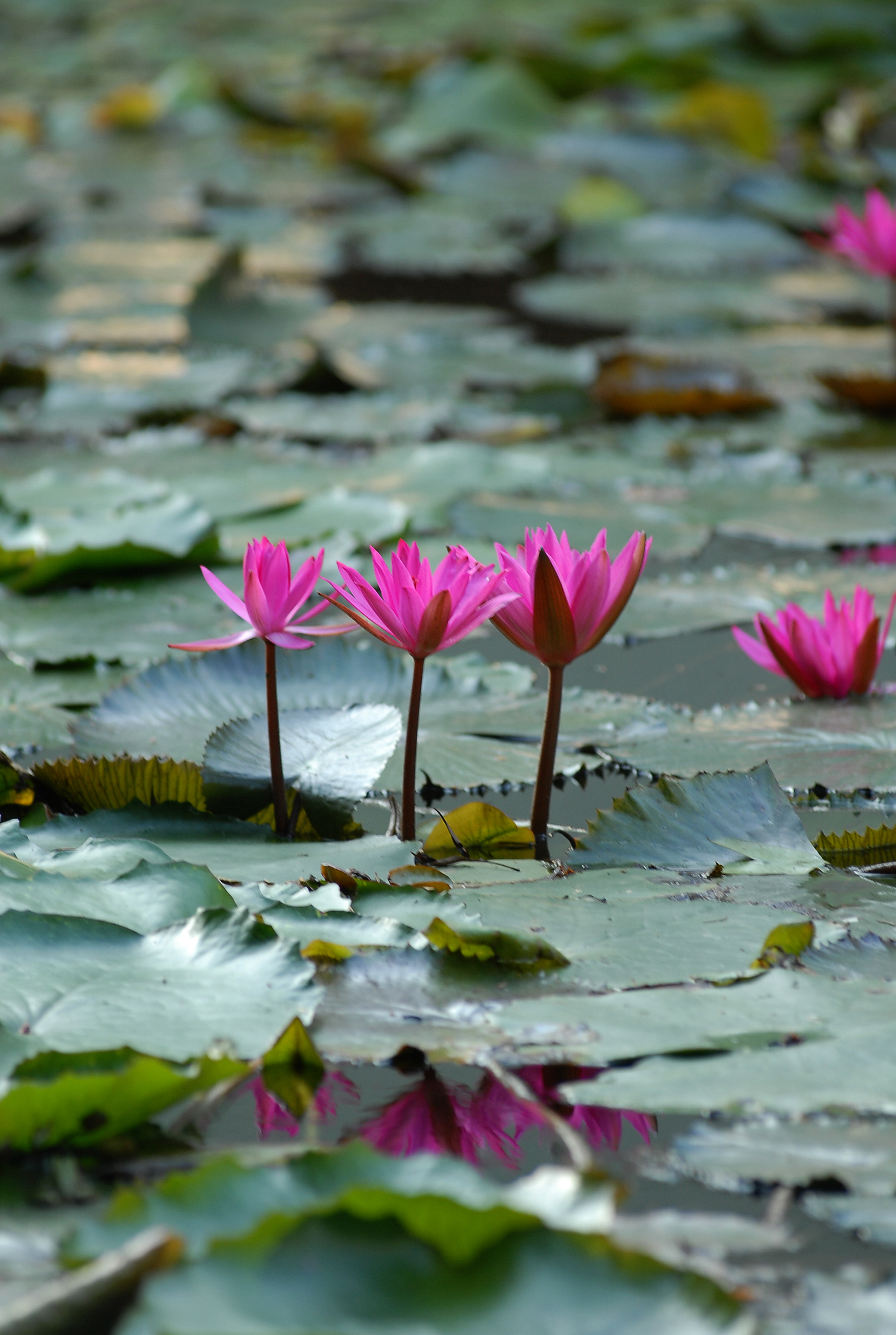
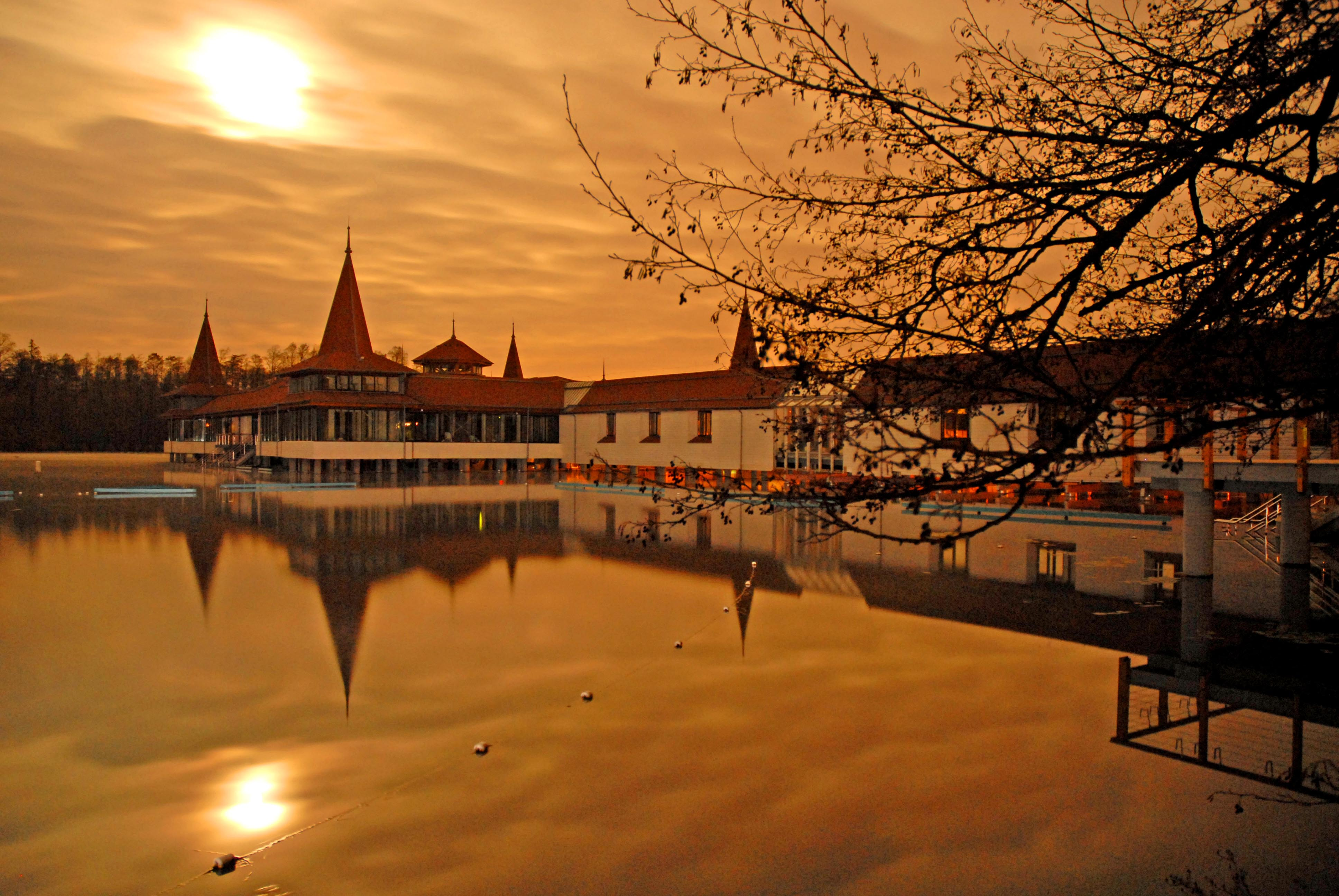
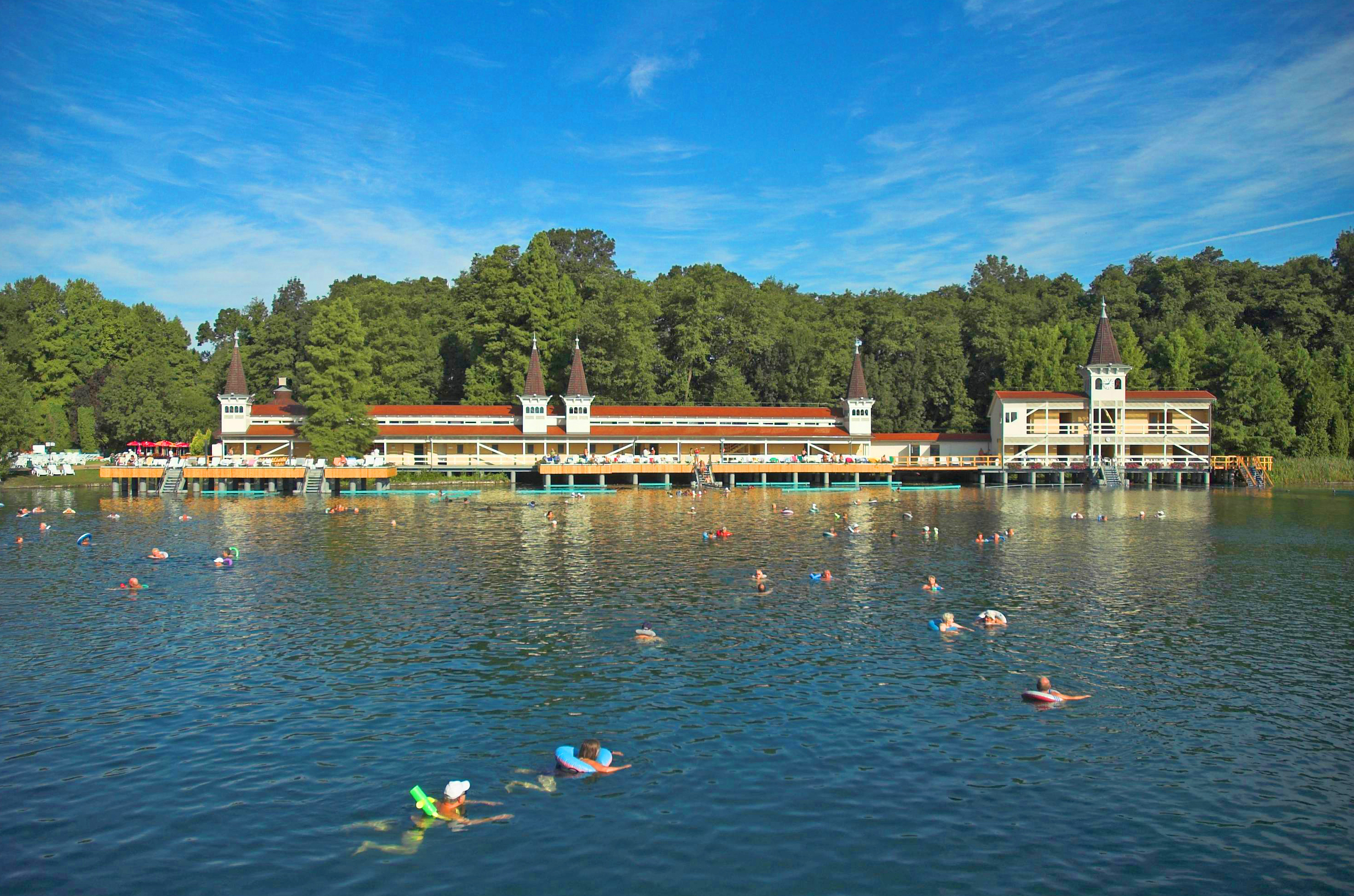
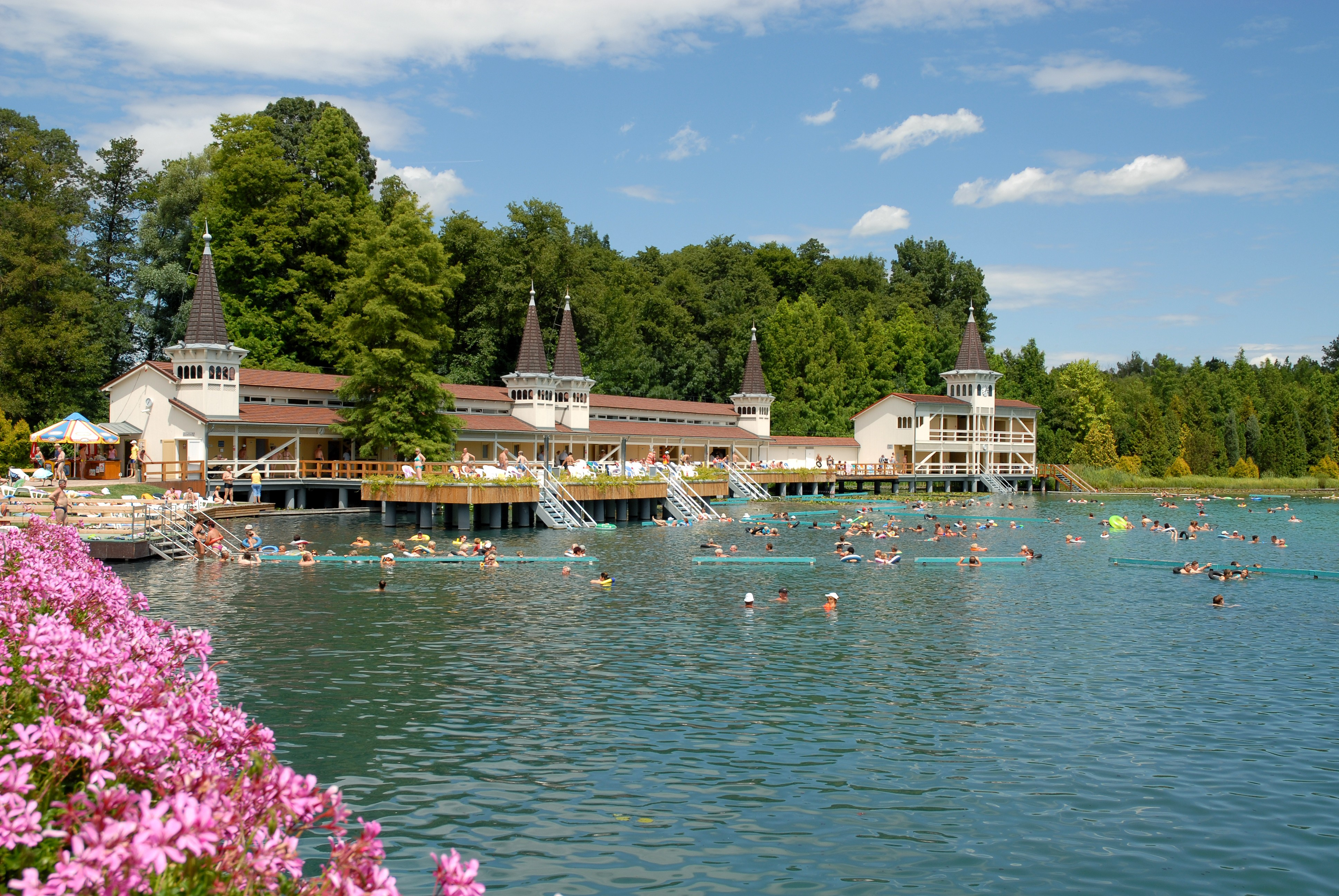

## Sources
- (hu) Cet article est partiellement ou en totalité issu de l’article de Wikipédia en hongrois intitulé « Hévíz » (voir la liste des auteurs).